# Sarandi (kommun i Brasilien, Paraná, lat -23,48, long -51,87)
Sarandi är en kommun i Brasilien.   Den ligger i delstaten Paraná, i den södra delen av landet, 900 km söder om huvudstaden Brasília. Antalet invånare är 82 842. Arean är 103 kvadratkilometer.
Terrängen i Sarandi är lite kuperad.
Följande samhällen finns i Sarandi:
- Sarandi

Trakten runt Sarandi består till största delen av jordbruksmark. Runt Sarandi är det ganska tätbefolkat, med 108 invånare per kvadratkilometer.